# Kruszewiec (województwo warmińsko-mazurskie)
Kruszewiec (niem. Krausendorf) – wieś w Polsce, położona w województwie warmińsko-mazurskim, w powiecie kętrzyńskim, w gminie Kętrzyn, pomiędzy Kętrzynem a Karolewem.
Do 1954 w granicach Kętrzyna. W latach 1954–1972 wieś należała i była siedzibą władz gromady Kruszewiec. W latach 1975–1998 miejscowość położona była w województwie olsztyńskim.

## Integralne części wsi
| SIMC    | Nazwa    | Rodzaj     |
| ------- | -------- | ---------- |
| 0477707 | Wymiarki | przysiółek |

## Historia
Wieś lokował wielki mistrz krzyżacki Konrad von Erlichshausen w roku 1444. Kruszewiec w XVIII w. miał już szkołę założoną przez superintendenta (funkcja w kościele ewangelickim) Andrzeja Szumana z Rastemborka (ówczesnego Kętrzyna).
W czasie II wojny światowej w Kruszewcu utworzono magazyny na potrzeby jednostki SS w Karolewie i kwatery Hitlera w Wilczym Szańcu. Po wojnie magazyny te przeznaczono na składowanie rezerw państwowych. W ramach tego przedsiębiorstwa funkcjonowały zakłady: transportu, usług agrolotniczych, usług socjalnych (obiekty wypoczynkowe m.in. w Sztynorcie), łowiectwa, leśnictwa oraz usług projektowych. Obecnie w pomieszczeniach po byłym przedsiębiorstwie mieszczą się różnego typu rzemieślnicze zakłady usługowe i firmy handlowe. W Kruszewcu jest też kilka warsztatów samochodowych.

## Współczesność
Udostępniona dla turystów została Galeria "Garden ART" Jerzego Stankiewicza – artysty plastyka. W dniu 18 czerwca 2004 odbyła się tam prezentacja kultury materialnej dawnych Prusów. Prezentowano staropruską biżuterię, stroje i garncarstwo.